# Савчук Петро Миколайович
Петро Миколайович Савчук (нар. 25 червня 1958, село Гланишів, тепер Бориспільського району Київської області) — український радянський діяч, тракторист радгоспу імені Богдана Хмельницького Переяслав-Хмельницького району Київської області. Депутат Верховної Ради УРСР 11-го скликання.

## Біографія
Освіта середня.
З 1975 року — тракторист радгоспу імені Богдана Хмельницького Переяслав-Хмельницького району Київської області. Служив у Радянській армії.
З 1981 року — тракторист радгоспу імені Богдана Хмельницького Переяслав-Хмельницького району Київської області.
Потім — на пенсії в селі Гланишів Переяслав-Хмельницького району Київської області.

## Нагороди
- ордени
- медалі